# Положение Тренделенбурга

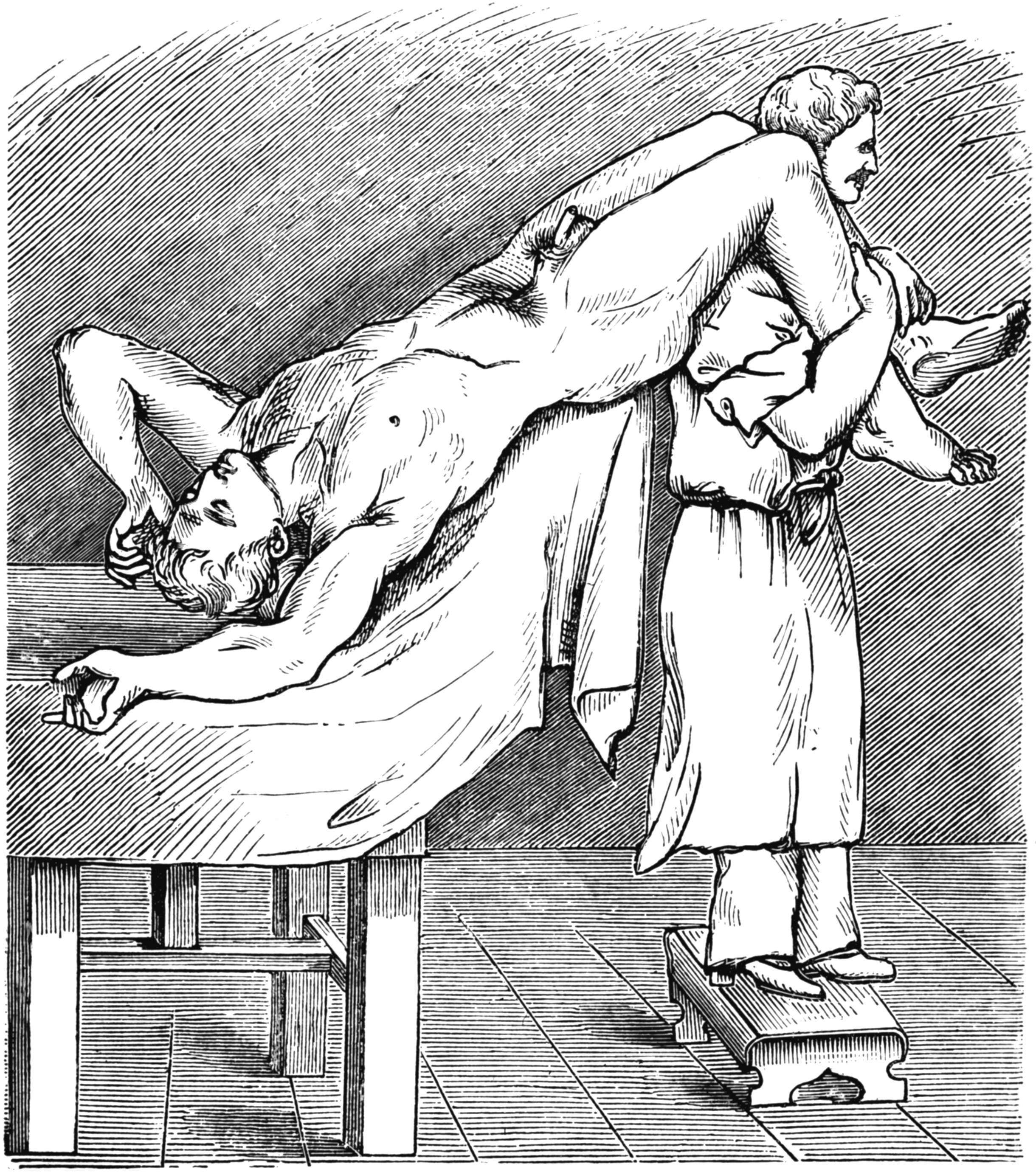
Иллюстрация положения Тренделенбурга (Willy Meyer, Archiv für Chirurgie, 1885)

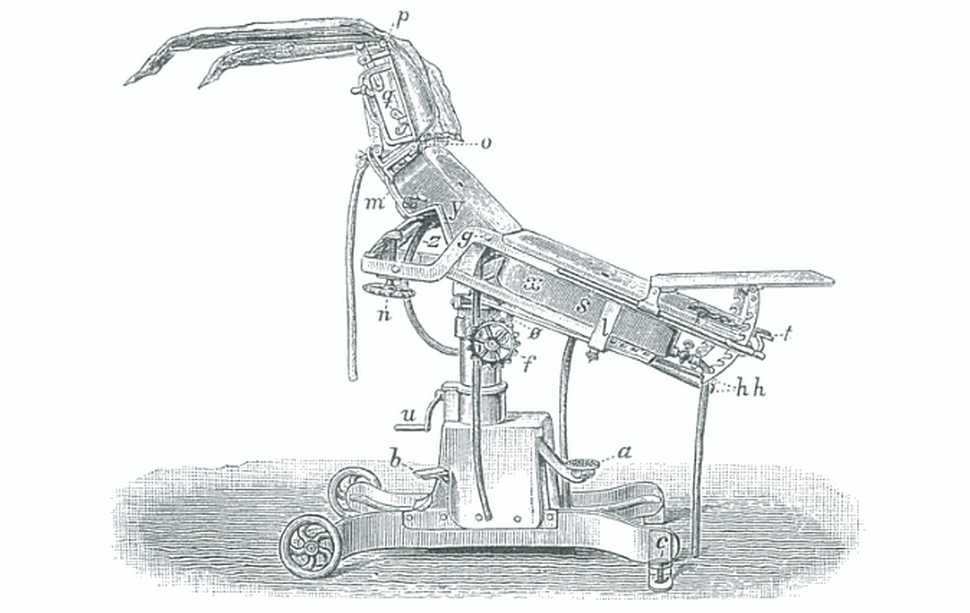
Операционный стол развёрнут для размещения оперируемого в положении Тренделенбурга, 1901. Нижняя (ножная) часть панели стола согнута, головная приподнята во избежание соскальзывания пациента

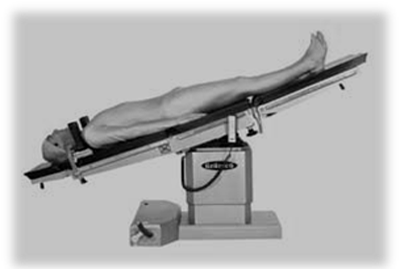
Оперируемый на операционном столе наклонённом на угол около −20°

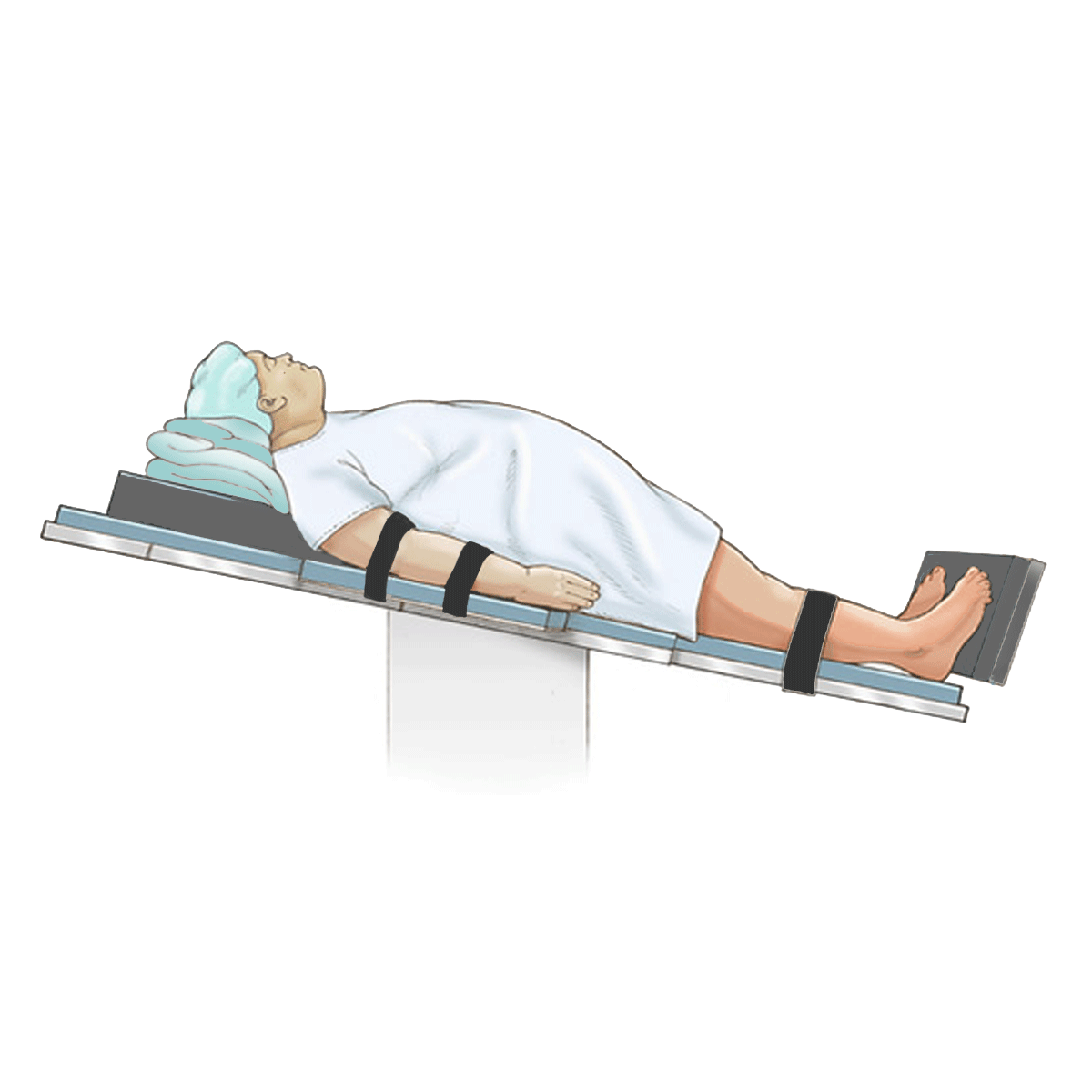
«Положение Антитренделенбурга»

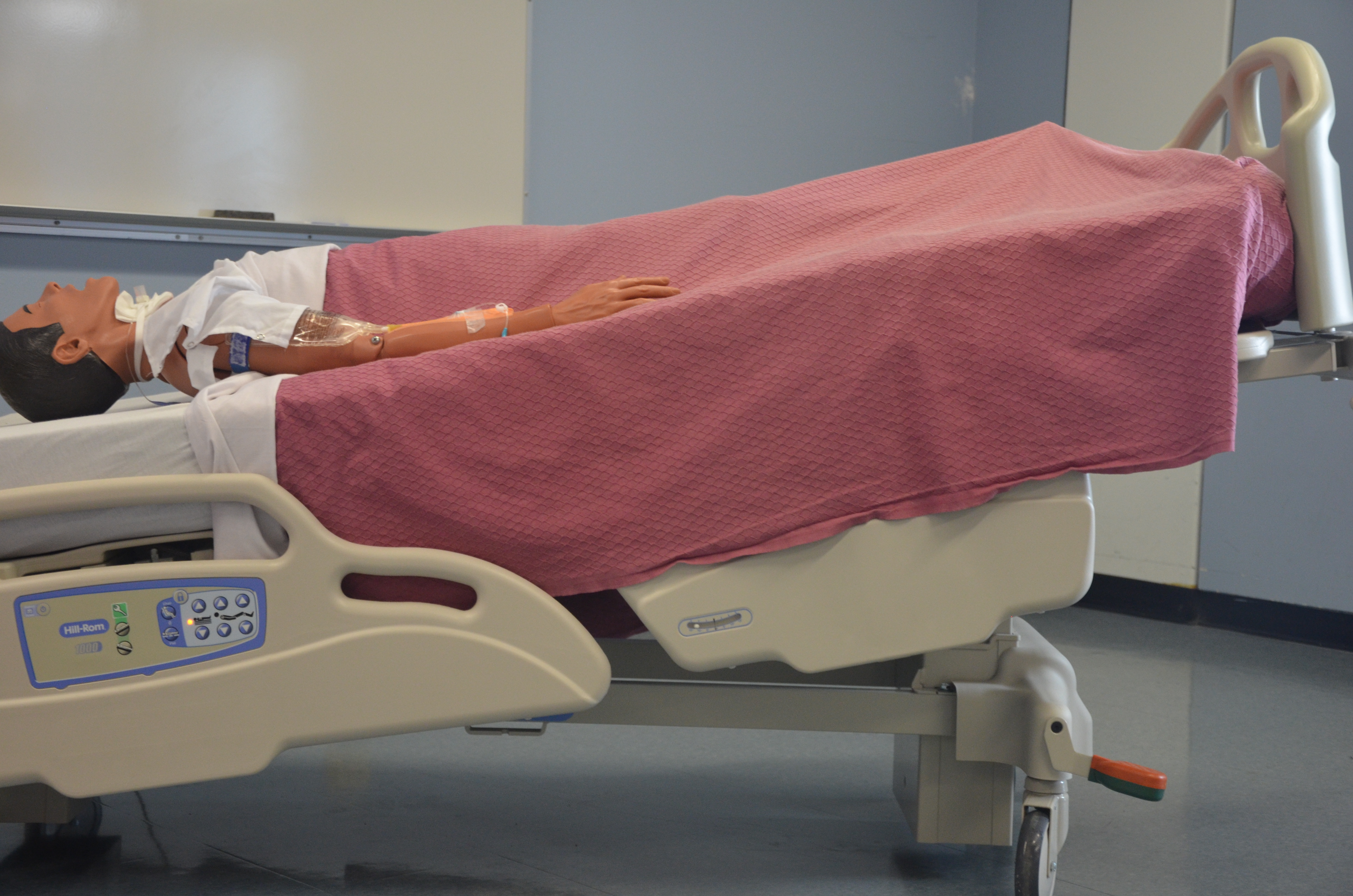
Манекен на функциональной кровати в «положении Тренделенбурга»

Положение Тренделенбурга — особая поза, в которой находится больной во время некоторых операций или при шоке: положение лежа на спине под углом до −45° — с приподнятым по отношению к голове тазом. Использовалось немецким хирургом и гинекологом Фридрихом Тренделенбургом с 1880 года. В 1885 году врач предложил это положение на обозрение широкой научной медицинской общественности.
В современности из-за рисков осложнений в первую очередь со стороны сосудов головного мозга и глазного дна, особенно при использовании наркоза, используется редко, при этом угол наклона стола производят только до −20° — −30°. Также применяется при некоторых оперативных вмешательствах положение «Антитренделенбурга» с положительным наклоном (голова выше таза). Оба положения могут применяться не только при операциях, но и при некоторых патологиях, когда необходимо размещение больных на функциональных кроватях.

## Показания
Особенности расположения в глубине малого таза внутренних половых органов, прикрытых сверху сальником и кишечником, малая подвижность матки, не позволяющая вывести её в брюшную рану, заставили хирургов искать наиболее удобное положение больной во время операции. Таким явилось наклонное положение с приподнятым тазом и опущенным головным концом операционного стола (положение Тренделенбурга). Благодаря такому положению при наклоне туловища под углом 30—45° и более по отношению к горизонтальной плоскости (при операциях по поводу рака матки) кишечные петли и большой сальник отходят в верхний отдел брюшной полости, и органы таза становятся хорошо видимыми и доступными для хирургического вмешательства под контролем зрения. Для того чтобы пациент не соскальзывал из-за силы тяжести к головному концу операционного стола, его ножной конец отгибают на 45—50°, и укладывают на столе с согнутыми в коленях ногами. Простынёй, свернутой в виде полосы, полотенцами или широкими полотняными бинтами ноги больной привязывают к столу в области голеностопных суставов и выше колена. Концы бинтов завязывают у края стола. Иногда пользуются наплечниками, прикрепляя их винтами к головному концу стола. Наплечники должны иметь мягкую подстилку, чтобы предупредить чрезмерное давление на плечи больной. Левую руку больной фиксируют в вытянутом вдоль туловища положении при помощи широкого полотняного бинта, подведённого под спину и привязанного к правому краю операционного стола. Правую руку укладывают на специальном столике для внутривенных вливаний.
Позиция Тренделенбурга может быть использована для лечения венозной воздушной эмболии путем размещения выводного тракта правого желудочка ниже полости правого желудочка, в результате чего воздух мигрирует вверх в положение внутри правого желудочка, из которого вероятность эмболии воздухом меньше.
Положение Тренделенбурга также можно использовать у пациентов с респираторными заболеваниями для улучшения перфузии.

## Противопоказания
Положение Тренделенбурга противопоказано при наличии в брюшной полости асцита, крови, гноя, содержимого кист, так как возможно затекание жидкости в брюшинные карманы у печени и селезёнки, увеличивается опасность распространения инфекции или элементов злокачественной опухоли. Скопление кровяных сгустков в брюшинных карманах замедляет процесс выздоровления при внематочной беременности и других заболеваниях. Только после удаления жидкости из брюшной полости можно перевести больную в положение с приподнятым тазом.
Тренделенбурговское положение особенно сказывается на функциях сердечно-сосудистой системы и дыхания. Данные литературы и клинические наблюдения указывают на изменения дыхания, пульса, артериального и венозного давления у больных, лежащих на столе с опущенным головным концом. Под действием силы тяжести происходит смещение брюшных органов к диафрагме; при этом затрудняется её движение и уменьшается глубина дыхания. Введение тампонов, отодвигающих брюшные органы от органов малого таза, ещё больше ограничивает дыхательные движения диафрагмы. Тренделенбурговское положение приводит к увеличению венозного притока крови к сердцу под действием силы тяжести (гидростатический эффект). Inglis и Brooke (1956) считают, что при наклоне головного конца операционного стола у больных под действием силы тяжести венозный отток крови от мозга к сердцу затруднен. Образуется застой крови и происходит замедление кровотока в головном мозге. Lucas и Milne (1953), а также И. С. Жоров полагают, что у больных в тренделенбурговском положении развивается дыхательный ацидоз в результате ухудшения вентиляции легких.
У здоровых людей в тренделенбурговском положении А. П. Зильбер отмечал урежение пульса и незначительное увеличение систолического давления при неизменном диастолическом. Он рассматривал эти изменения гемодинамики как её улучшение.
Хорошо известно, что при гиповолемии в результате кровопотери, шока и коллапса положение с опущенным головным концом стола является целесообразным и обычно с успехом используется в акушерско-гинекологической практике. Однако улучшение кровообращения при гиповолемии наблюдается до тех пор, пока сердце справляется с притекающим объёмом крови; при нарушенной сердечной деятельности указанное положение больной может привести к ухудшению гемодинамики. Внешнее дыхание при Тренделенбурговском положении ухудшается, и тем больше, чем длительнее операция. Исходя из этого, положение Тренделенбурга считают противопоказанным лицам, страдающим сердечной недостаточностью, пожилым больным с резко выраженным склерозом сосудов головного мозга и больным с ограниченными дыхательными резервами.
Положение Тренделенбурга также может быть использовано при лечении аквалангистов с декомпрессионной болезнью или артериальной газовой эмболией. Нынешние специалисты по оказанию первой помощи с аквалангом больше не рекомендуют поднимать ноги выше головы. Положение Тренделенбурга в этом случае увеличивает регургитацию и проблемы с дыхательными путями, вызывает отёк мозга, увеличивает затрудненное дыхание.